# Baumwühlmäuse
Die Baumwühlmäuse (Arborimus) sind eine Gattung der Wühlmäuse, für die ihre baumbewohnende Lebensweise namensgebend ist. Obwohl sie viele Merkmale aufweisen, die sie klar von anderen Wühlmäusen abgrenzen, wurden sie lange als Untergattung der Heidekraut-Wühlmäuse (Phenacomys) angesehen. Auch heute gibt es noch Befürworter einer solchen Einordnung. Gelegentlich werden die Baumwühlmäuse dann auch auf zwei Untergattungen verteilt, Arborimus und Paraphenacomys.
Baumwühlmäuse haben eine Kopfrumpflänge von 10 bis 11 cm, hinzu kommen 6 bis 8 cm Schwanz. Sie sind oberseits dunkelbraun (Weißfuß-Wühlmaus) bzw. rotbraun (Rote Baumwühlmaus) und unterseits weiß oder grau. Mit den verwandten Heidekraut-Wühlmäusen haben sie viele Merkmale des Gebisses gemeinsam, unterscheiden sich von diesen aber durch einen wesentlich längeren Schwanz und kleinere Ohren.
Der Lebensraum der Baumwühlmäuse sind küstennahe Wälder in den US-Bundesstaaten Oregon und Kalifornien. Die Lebensweise soll anhand der Roten Baumwühlmaus des westlichen Oregon beschrieben werden, die von den Arten am besten erforscht ist. Die Tiere leben in enger Assoziation mit Douglasien, Fichten und anderen Nadelbäumen und sind Baumbewohner, die in 5 bis 15 m Höhe ein Nest bauen. Dieses Nest besteht aus Zweigen und Nadeln, die in einer Astgabel oder auf einem verlassenen Vogelnest platziert werden. Es hat einen Durchmesser von 25 bis 30 cm. Männchen und Weibchen bewohnen unterschiedliche Baumnester. Sie treffen sich nur zur Begattung im Nest der Weibchen, das nach 28 Tagen Tragzeit ein bis drei Junge zur Welt bringt, die 30 Tage gesäugt werden. Trag- und Säugezeit sind für Wühlmäuse relativ lang. Auch das Wachstum geht recht langsam vonstatten. Ursächlich hierfür könnte der geringe Nährwert der Koniferennadeln sein, die nahezu die ausschließliche Nahrungsquelle der Roten Baumwühlmaus sind. Hier sind es vor allem Douglasiennadeln, die gefressen werden, während die Nadeln anderer Bäume einen weit geringeren Anteil ausmachen; entzieht man einer Baumwühlmaus diese Nahrung und versucht sie, mit anderem Futter zu versorgen, geht sie schnell ein.
Baumwühlmäuse haben eine für Mäuse untypisch langsame Fortbewegung. Im Geäst bewegen sie sich sehr vorsichtig und bemühen sich um festen Halt, ehe sie den nächsten Schritt machen.
Drei Arten werden unterschieden:
- Rote Baumwühlmaus, Arborimus longicaudus, westl. Oregon
- Weißfuß-Baumwühlmaus, Arborimus albipes, westl. Oregon, nordwestl. Kalifornien
- Sonoma-Baumwühlmaus, Arborimus pomo, nordwestl. Kalifornien

Die Weißfuß-Wühlmaus hat das größte Verbreitungsgebiet, ist aber viel seltener als die Rote Baumwühlmaus. Im Gegensatz zur Roten Baumwühlmaus ist sie mehr an Laubbäume gebunden. Die Sonoma-Baumwühlmaus gleicht in der Lebensweise wiederum der Roten Baumwühlmaus und ist sogar noch seltener.